# Kłoda (surowiec drzewny)

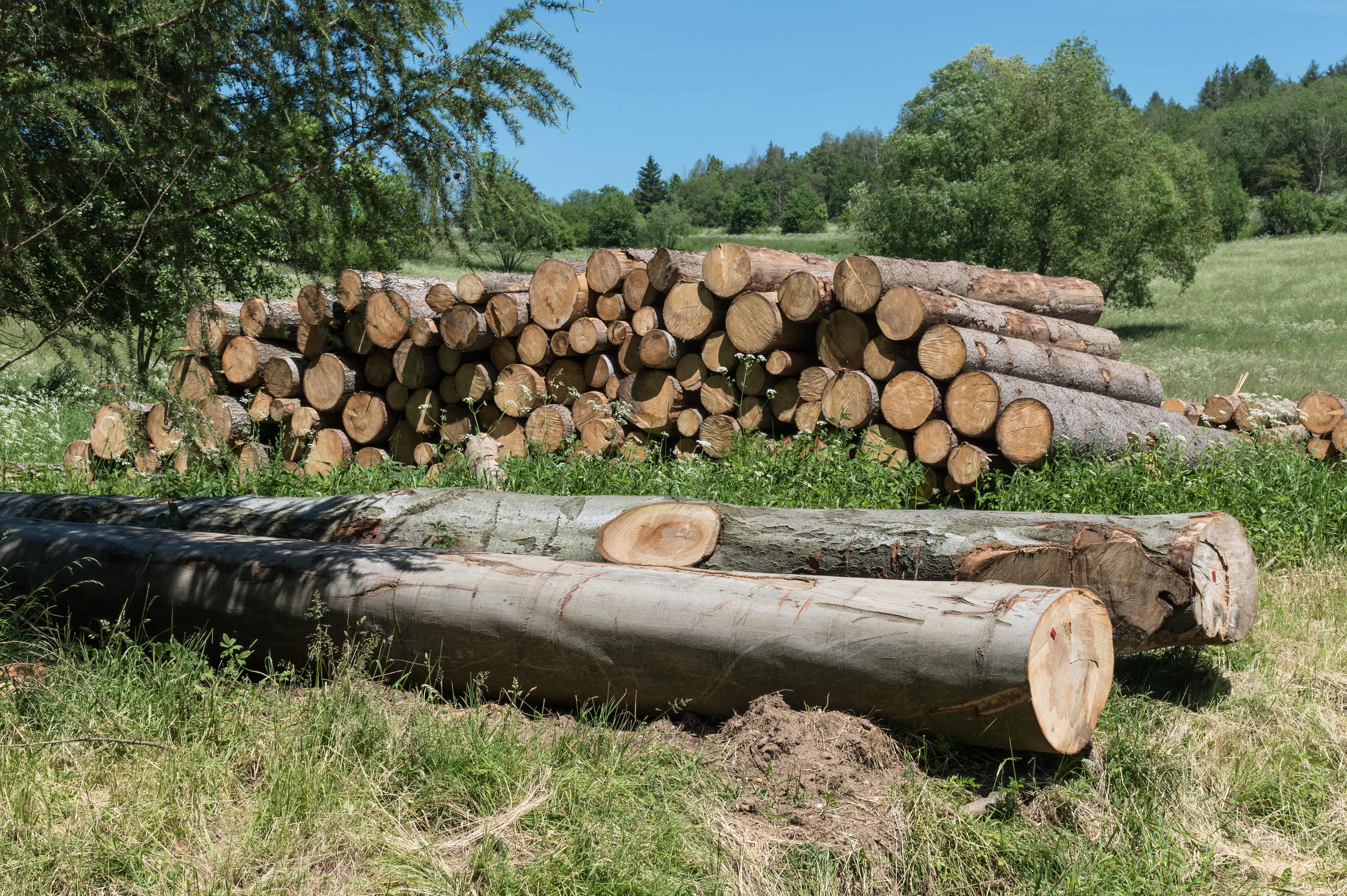
Kłody drewna (na pierwszym planie)

Kłoda – drewno okrągłe wielko- i średniowymiarowe o długości od 2,7 do 6,0 m (według PN - 93 D - 02002 - Podział, terminologia i symbole).